# Parabuthus cimrmani
Espèce
Parabuthus cimrmani est une espèce de scorpions de la famille des Buthidae.

## Distribution
Cette espèce est endémique de Somalie. Elle se rencontre vers Maxaans.

## Description
Le mâle holotype mesure 83,0 mm et la femelle paratype 85,3 mm.

## Étymologie
Cette espèce est nommée en l'honneur de Jára Cimrman.

## Publication originale
- Kovařík, 2004 : « Parabuthus cimrmani sp. nov. from Somalia (Scorpiones: Buthidae). » Acta Societatis Zoologicae Bohemicae, vol. 68, no 1, p. 15-19 (texte intégral).